# Primeiro Império Francês
O Primeiro Império Francês (em francês:  Empire Français), também conhecido como o Grande Império da França ou ainda o Império Napoleônico, foi um império construído por Napoleão Bonaparte. No auge do seu poder, no começo do século XIX, dominava quase toda a Europa ocidental.
Durante o longo processo da Revolução Francesa, em 1799, com um golpe militar, Napoleão Bonaparte tomou o poder na França. Logo em seguida foi instituído o Consulado e ele se tornou primeiro-cônsul. Em 1802, foi proclamado cônsul vitalício e, dois anos depois, ele se autoproclamou Imperador dos franceses.
Nos quinze anos em que permaneceu no poder, Napoleão construiu um dos maiores mitos da história. Admirador do general romano Júlio César, acalentava o desejo de transformar a França na maior potência mundial. E não mediu esforços para alcançar seu objetivo. Governando de forma ditatorial, arrastou grande parte da Europa à guerra. Em 1810, já controlava quase toda a porção ocidental do continente, faltando apenas o Reino Unido.
Com suas conquistas, vários governos absolutistas foram extintos e os ideais da Revolução Francesa se disseminaram. No plano interno, Napoleão conseguiu restabelecer a estabilidade política e criou uma infraestrutura capaz de impulsionar os negócios burgueses na França.

## 18 de Brumário
Passado dez anos do início da revolução, a França estava longe da estabilidade política, econômica e social desejada. De um lado, a ordem era perturbada por pressões populares, que exigiam medidas capazes de acabar com a pobreza e a miséria em que vivia grande parte da população do campo e das cidades. De outro, a burguesia, camada social que havia liderado a revolução, via seus negócios sucumbirem em função das constantes crises econômicas e políticas e cobrava mudanças no governo. Para completar o cenário, vários países europeus conspiravam e guerreavam para pôr fim ao regime revolucionário na França. Em meio a esse caos, desponta vitorioso no campo de batalha um jovem general chamado Napoleão Bonaparte.
Bonaparte nasceu em Córsega, em 1769, um ano depois de a ilha ter passado ao domínio da França. Estudou na Academia Militar francesa e conseguiu projeção após a Revolução de 1789. Promovido a general em 1795, aos 26 anos de idade, comandou o exército francês que conquistou a península Itálica e o Egito entre 1796 e 1797.
Com o respeito e a fama adquiridos nos combates, naquele momento Napoleão representava a alternativa política ideal para solucionar os problemas franceses. Era visto como herói pela população e considerado líder pela burguesia. Respaldado por tanta popularidade, comandou em 1799 um golpe de estado contra o Diretório e tomou o poder. Como ainda vigorava o calendário revolucionário, o episódio ficou conhecido como golpe de Estado do 18 de Brumário.
Um mês depois de Napoleão assumir o poder, entrou em vigor uma nova constituição e foi criado o Consulado – órgão que substituía o Diretório no governo da França, constituído por três cônsules. Napoleão tornou-se primeiro cônsul e virtual ditador da França.
Apoiado pela maior parte da população e investido de amplos poderes, Napoleão procurou restabelecer a ordem interna, reorganizar a administração pública e reduzir a inflação. Com isso, a economia voltou a crescer. Normalizou também as relações com a Igreja Católica, rompidas desde 1790. Outra medida importante de seu governo foi a criação do novo código civil (ou Código Napoleônico), reunindo princípios do direito romano, das ordens reais e da legislação civil e criminal vigente durante a revolução.
No plano externo, Napoleão conseguiu estabelecer a paz por meio de vitórias militares e de negociações diplomáticas, neutralizando os adversários da França. Nessa esfera, um dos pontos altos do governo foi o acordo de paz assinado em 1802 com o governo britânico, que pôs fim a anos de conflitos, o que aumentou ainda mais seu prestígio. Em 1804, Napoleão, que dois anos antes tinha se tornado cônsul vitalício, foi autorizado, por meio de um plebiscito, a assumir o título de imperador.

## Código Napoleônico

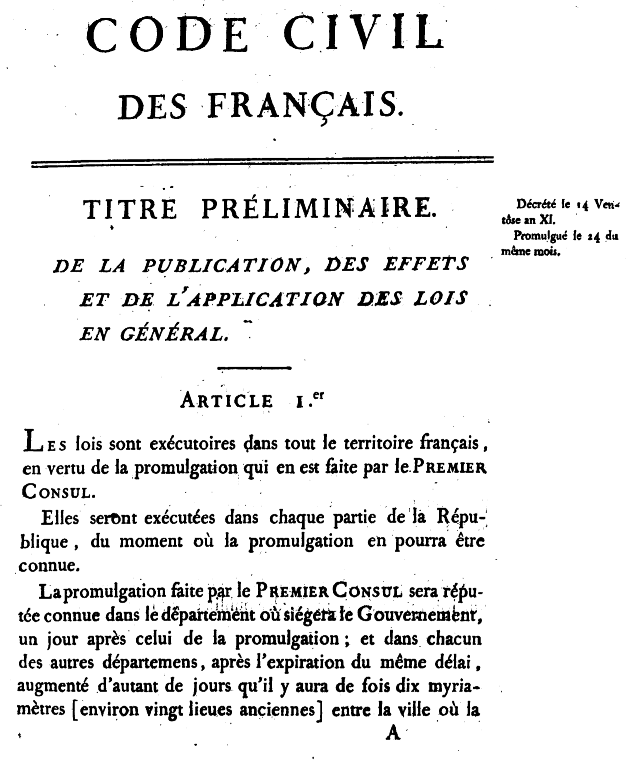
Primeira página da edição original do Código Napoleônico, 1804

O Código Napoleônico consolidou o poder da burguesia. De modo geral, cumpriu a função de proteger a propriedade — não a feudal, mas a burguesa. O código tinha cerca de dois mil artigos, dos quais apenas sete tratavam do trabalho e cerca de oitocentos, da propriedade privada. Os sindicatos e as greves eram proibidos, mas permitia-se a criação de associações de empregadores. Numa disputa judicial envolvendo discussão salarial, por exemplo, o código determinava que o depoimento do patrão, e não o do empregado, fosse levado em conta. O código foi feito pela burguesia e para a burguesia, ou, em outras palavras, pelos donos da propriedade para a proteção da propriedade.

## Império

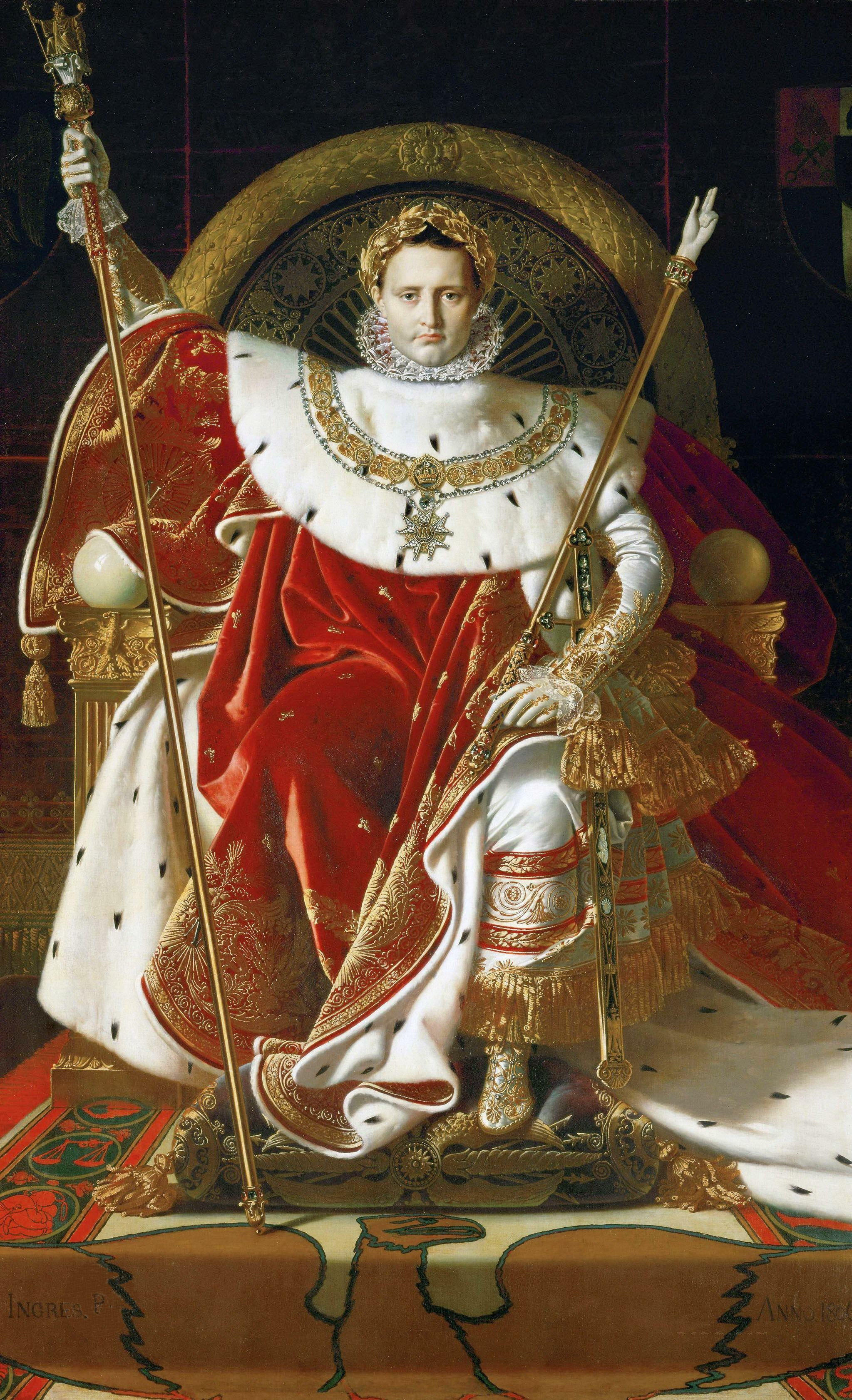
Napoleão em seu trono Imperial, por Jean-Auguste-Dominique Ingres, 1806.

A paz firmada com os britânicos durou pouco. Em 1803, o Reino Unido aliou-se ao Império Russo e ao Império Austríaco para combater a França. Dois anos depois, Napoleão organizou uma grande expedição para invadir o território inglês, mas as forças navais francesas foram derrotadas na Batalha de Trafalgar. Em terra, porém, o exército francês venceu as forças russas e austríacas em Austerlitz (1806).
As Guerras Napoleônicas geraram numerosas mudanças no mapa da Europa, como o fim do Sacro Império Romano-Germânico, que existia desde o século X. Em seu lugar, Napoleão constituiu a Confederação do Reno. Em geral, nas regiões dominadas por Napoleão acabavam se formando governos fiéis ao imperador. Assim sua área de influência se tornava cada vez maior.

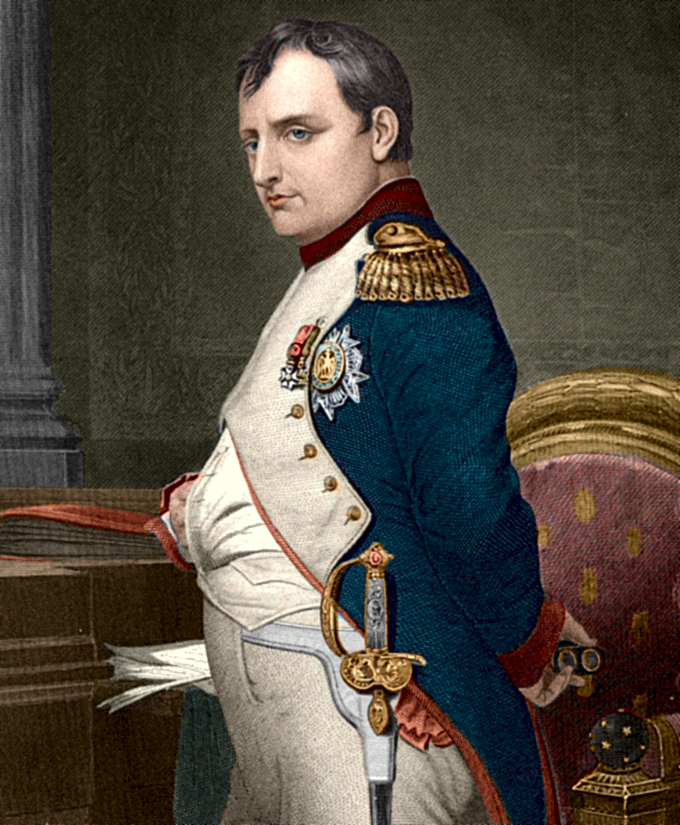
O imperador Napoleão Bonaparte

O Reino Unido, por sua vez, continuava sendo o principal oponente da França. Com uma poderosa marinha e uma economia desenvolvida, resistia aos ataques de Napoleão. Tentando minar as forças do maior adversário, em 1806, Napoleão impôs o Bloqueio Continental, que decretava o fechamento dos portos europeus ao comércio britânico. Com essa medida, ele esperava abalar a economia do Reino Unido para derrotá-lo militarmente. Como consequência, o mercado para a burguesia francesa também seria ampliado.
Com o objetivo de fazer cumprir o bloqueio, Napoleão pôs em prática uma política de intervenções e anexações. Em 1807, ordenou a intervenção militar na Península Ibérica, começando pela Espanha, em cujo trono colocou seu irmão José Bonaparte. Os espanhóis, porém, resistiram à imposição do novo rei e pegaram em armas contra os franceses. Apesar de toda a repressão empregada, as forças napoleônicas não conseguiram derrotar os espanhóis. No mesmo ano, Napoleão decidiu invadir Portugal, aliado dos britânicos que havia se recusado a aceitar o bloqueio. O país foi ocupado sem dificuldades, mas a família real portuguesa fugiu para o Brasil escoltada por navios britânicos.
Os franceses, não se duraram muito em Portugal, três foram as invasões, sempre repelidas pelas forças conjuntas dos Aliados Portugal e Reino Unido.
Além das repercussões na Europa, a invasão napoleônica na Península Ibérica teria importantes consequências na América colonial: a queda do rei espanhol acabou sendo o estopim das lutas que conduziram à independência das colônias da Espanha.

## Declínio

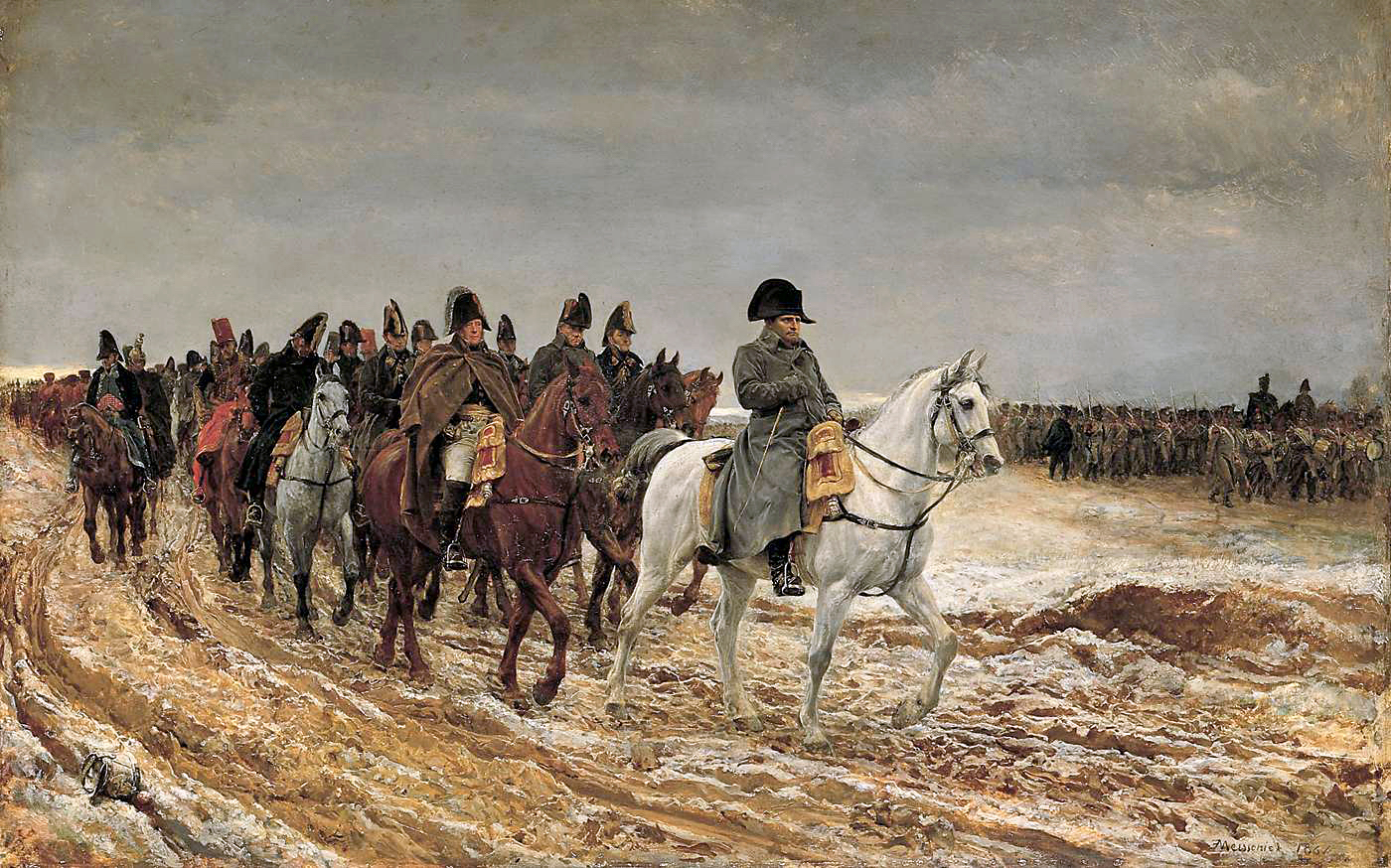
Napoleão e seu staff' durante a guerra da Sexta Coligação, 1812–14

Em 1810, apesar dos problemas na Península Ibérica, os franceses eram os senhores de boa parte da Europa ocidental. A partir dessa época, porém, uma sucessão de obstáculos acabaria levando ao esgotamento do Império Napoleônico. Na própria França, o prestígio de Napoleão estava abalado em todas as camadas sociais em consequência do despotismo do regime e da continuidade das guerras. Não só as baixas eram grandes, mas também milhares de jovens tentavam escapar do serviço militar.
Quanto mais se intensificavam as manifestações de oposição, mais o governo recorria à censura aos jornais e aos livros e à repressão policial. Essas medidas aumentavam o descontentamento da maioria dos franceses.
No plano externo, a França não conseguia vencer a resistência dos britânicos, que frequentemente encabeçavam coligações formadas com outros países adversários – como o Império Austríaco e o Reino da Prússia – para derrotar o imperador. O Bloqueio Continental era também cada vez mais desrespeitado. Prova disso é que, em 1810, o czar russo rompeu o acordo com a França e promoveu uma reaproximação com a Inglaterra. Em represália, Napoleão e suas tropas invadiram a Rússia em 1812.
Apesar de terem tomado a cidade de Moscou, os franceses não conseguiram a vitória. Logo na chegada, depararam com a cidade deserta e em chamas, não conseguiram abrigo para descansar nem alimentos para repor as forças das tropas e dos cavalos famintos. Também não encontraram os inimigos.
Nesse episódio, Napoleão foi pego de surpresa, pois o exército russo havia recorrido à hábil estratégia conhecida como terra arrasada – destruição do local intencional pouco antes da invasão para dificultar a obtenção de suprimentos e a retirada do contingente militar para impedir confrontos abertos com os invasores.
A manobra representou um desastre para o exército francês. Sem saída, as tropas napoleônicas deixaram a cidade sob rigoroso inverno e, desgastadas, quase foram aniquiladas pelos ataques realizados à retaguarda, pelo frio e pela fome. A derrota fortaleceu a Grã-Bretanha e seus aliados. Arruinado, Napoleão teve de renunciar, em 1814, ao trono francês e foi exilado na Ilha de Elba. Os vitoriosos ocuparam a França, restabeleceram a monarquia dos Bourbon e conduziram ao trono Luís XVIII, irmão do rei Luís XVI guilhotinado em 1793. Ao mesmo tempo, os países vitoriosos decidiram se reunir e traçar os destinos da Europa, organizando-se no Congresso de Viena.

## Napoleão volta ao poder

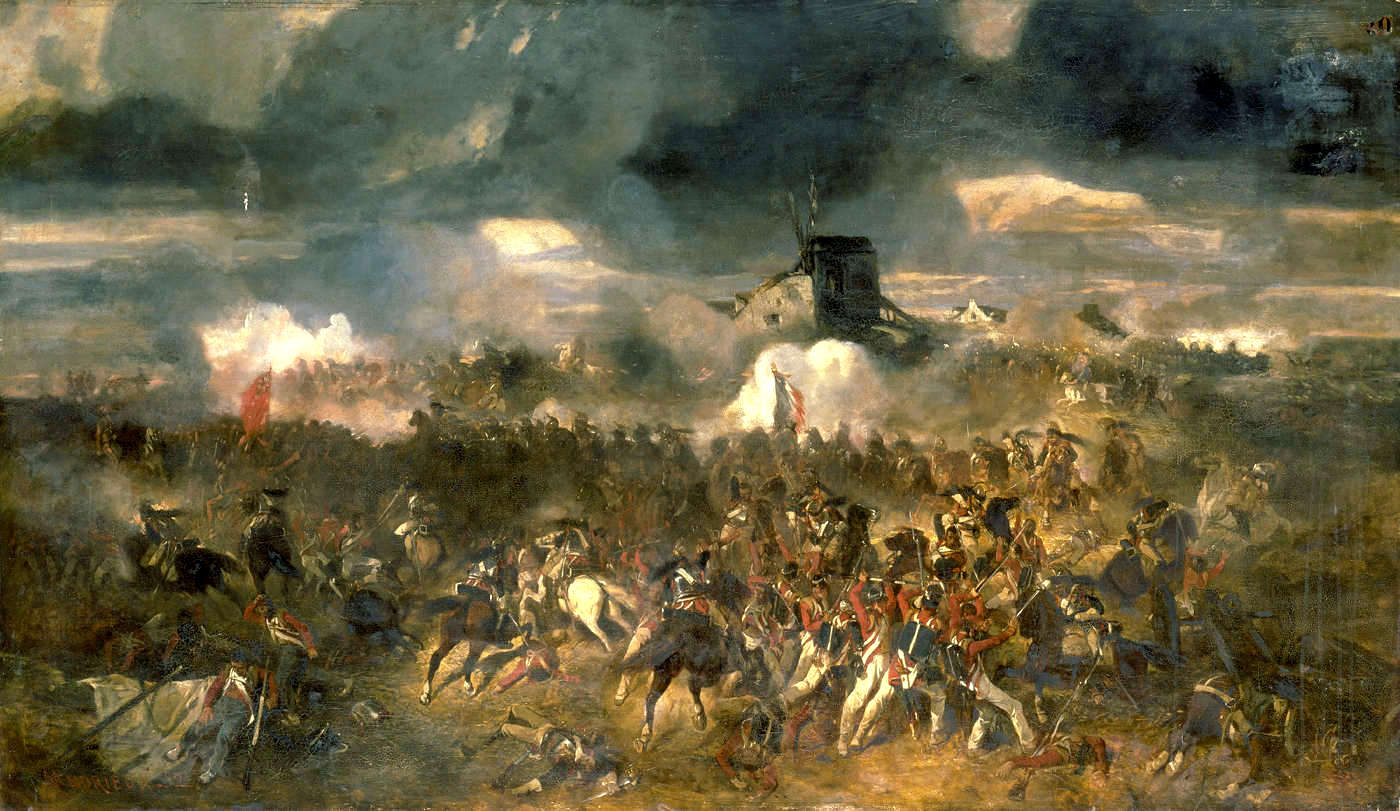
A Batalha de Waterloo, em junho de 1815

O restabelecimento da monarquia dos Bourbon na França foi seguido do retorno dos nobres que haviam fugido do país no início da revolução. Ao voltar, os exilados tentaram recuperar os antigos direitos e reaver seus bens, o que gerou grande insatisfação popular.
Percebendo que o momento era propício para intervir mais uma vez no cenário político, Napoleão fugiu de Elba e, em março de 1815, retomou o poder. O novo governo durou apenas cem dias. Napoleão foi definitivamente vencido pelo militar britânico Arthur Wellesley, Duque de Wellington, na Batalha de Waterloo, na Bélgica, em junho de 1815. Dessa vez, os ingleses o enviaram para um local mais distante: a Ilha de Santa Helena, em pleno oceano Atlântico, onde morreu em maio de 1821.

## A restauração
Após a primeira derrota de Napoleão, as nações vencedoras e seus aliados se reuniram no Congresso de Viena, na Áustria, com o objetivo de decidir os destinos da Europa, refazer o mapa do continente e restabelecer os governos anteriores à Revolução Francesa. O congresso, porém, foi temporariamente suspenso durante os cem dias de governo de Napoleão.
Depois de retomados os encontros, o Império Russo, o Império Austríaco e o Reino da Prússia formaram a Santa Aliança, uma força militar formada pelos exércitos monárquicos para garantir a ordem no continente e também nas colônias europeias. Na verdade, tratava-se de uma tentativa de voltar à situação anterior a 1789.
Apesar de o cenário recomposto pelo Congresso de Viena ter recebido o nome de "restauração", já não era o mesmo do Antigo Regime: os governantes, por exemplo, foram obrigados a adotar constituições. De todo modo, a “nova ordem” ignorava os anseios propagados pelas revoluções burguesas e, justamente por essa razão, não conseguiu durar muito tempo. No decorrer do século XIX, uma nova onda de revoluções ocorreu na Europa, derrubando governantes de vários países.

## A expansão da revolução

A situação da Europa durante a Guerra da Sexta Coalizão. Em azul a França, seus aliados e protetorados. Em vermelho os países da Coalizão e seus cobeligerantes.

As guerras travadas pela França contra as várias coalizões de outras potências europeias entre 1792 e 1815 estavam interligadas, em termos tanto estratégicos quanto constitucionais, pelo programa político da Revolução Francesa. Seu objetivo era pôr fim às autocracias do Estado territorial (Império Austríaco, Império Russo, Reino da Prússia, por exemplo) e substituir tais regimes na liberdade política e na igualdade jurídica da população.
Se o povo era a fonte da legitimidade política, então cabia-lhe também a responsabilidade de defender seus próprios direitos de eventuais ataques. O direito de voto acarretou o dever do serviço militar. Exércitos recrutados tomaram o lugar das pequenas forças profissionais do Estado territorial.
Embora a França acabasse sendo derrotada, o resultado constitucional das guerras travadas entre 1792 e 1815 não foi a restauração dos antigos regimes dos Estados territoriais. As inovações francesas logo foram reproduzidas de maneira meticulosa e implementadas com grande vigor na Prússia.

## Bonapartismo
No vocabulário político, a palavra bonapartismo designa um tipo de governo ao que foi exercido, primeiro, por Napoleão Bonaparte (1799-1815) e, mais tarde, por seu sobrinho, Carlos Luís Napoleão Bonaparte (1848-1870), que se sagraria também imperador dos franceses, em 1851, como nome de Napoleão III. Originalmente, o bonapartismo combinava elementos do despotismo ilustrado e do pensamento iluminista de Rousseau. A partir de 1851, incorporou ao seu programa reivindicações sociais impostas pelo desenvolvimento industrial.
O surgimento de bonapartismo se explica pela crise social e política que a França vivia por volta de 1800. A crise decorria do fato de que nenhuma das classes sociais em conflito era capaz de se impor politicamente. Esse quadro de desordem pública abriu caminho para o aparecimento de um homem forte, um ditador, que se colocou acima das classes sociais e assumiu o papel de árbitro entre elas.
Nos dois casos, a ditadura bonapartista recebeu aprovação popular por meio de plebiscitos, forma de consulta pela qual os eleitores devem responder se aprovam ou não determinadas propostas.
Entretanto, um apoio difuso da sociedade não seria suficiente para manter a ditadura bonapartista por períodos prolongados. O que garantiu a sustentação dos dois Bonaparte foi o efetivo apoio dos camponeses, gratos a Napoleão I – e por extensão, também a Napoleão III – pelo fato de ele ter respeitado a distribuição de terra promovida durante a Revolução Francesa. Na verdade, a suposta imparcialidade do bonapartismo foi mais aparente do que real, pois as medidas postas em prática pelos dois imperadores coincidiram, na realidade, com os interesses econômicos da classe dominante, a saber, a burguesia.